# Иван Брюховецки
Иван Мартинович Брюховецки (на украински: Іван Брюховецький) е украински военен деец, хетман на Казашкото хетманство в Левобрежна Украйна от 1663 до 1668 г. Той е един от инициаторите за създаването на Московските статии през 1665 г., според които всички малоруски градове и земи са провъзгласени за преки владения на руския цар.

## Младост
Иван Мартинович Брюховецки е роден през 1623 г. в Брюховичи, днес в Украйна. Предполага се, че произхожда от знатно семейство. За първи път името му се споменава през 1650 г. като казак от хетманската Чигиринска сотня.
Произходът на Брюховецки не е съвсем ясен, но е сигурно, че не е от семейство на казаци. Има непотвърдени данни, че е поляк, приел православието. Образованието му е само начално, но той е личност с находчивост, красноречие и много добри ораторски умения. Като отличителна негова черта се отбелязва пълната му безпринципност при действията за постигане на собствените си цели. Започва кариерата си като старши адютант при хетманите Богдан и Юрий Хмелницки. Задължението му по това време е да обучава младия Юрий, както и да изпълнява дипломатически задачи. През пролетта на 1656 г. посещава Трансилвания като част от казашко пратеничество за да нормализира украинско-трансилванските отношения и да сключи военен съюз. Като възпитател на Юрий Хмелницки, през 1657 г. го придружава да учи в Киево-Мохилската духовна академия (колегиум).

## Кошев атаман
След избирането на Иван Виховски (Виговски) за нов хетман, Брюховецки е изпратен на мисия във Варшава. През пролетта на 1659 г. Юрий Хмелницки го изпраща отново на мисия – в Запорожката сеч, за да лобира за него. Младият Хмелницки е решил да се кандидатира за хетман и иска да привлече подкрепата на казаците. Пристигайки в Запорожката сеч, Брюховецки подава от името на Юрий жалба срещу Виховски, обвинявайки го, че е получил хетманството с измама, заграбил военната хазна, извършил много зверства в Украйна и в крайна сметка се е присъединил към поляците. Вследствие на тези интриги, казаците подкрепят Хмелницки в опитите му да си върне хетманската власт.
По това време Запорожката сеч играе важна роля в украинския обществен живот, като се намесва в политическите събития и ги насочва според своите симпатии и интереси. Брюховецки не се връща обратно, а влиза в ролята на пламенен демагог и постепенно повишава авторитета си, стремейки се към все по-голяма власт. За да спечели популярност обещава, че ако бъде избран за атаман, ще намали данъците и ще ограничи изземването на земя от казашките офицери.
През есента на същата година Брюховецки е избран за кошев атаман на Запорожката сеч. Кошевият атаман е ръководител на голямо казашко сдружение (кош) – казашка общност и същевременно военна част. Според други източници той самият удостоява себе си с това звание. От този момент започва да действа активно за спечелване на поста хетман на Левобрежна Украйна. Като резултат от стремежа си за власт, той става първият кошев атаман, който посещава Москва и има аудиенция при руския цар Алексей Михайлович. След завръщането си в Украйна установява тесни контакти с руската военна администрация. Успява да привлече на своя страна изключително влиятелния по това време викарий на Киевската митрополия епископ Методий (Максим Филимонович). Спечелва и благоразположението на болярина Григорий Ромодановски, в чиито ръце по това време е командването на московската армия в Украйна.
В този период пропастта между Деснобрежна и Левобрежна Украйна все повече се задълбочава. Деснобрежна има свой хетман – Павло Тетеря, а на левия бряг за власт се борят двама претенденти, които разчитат на семейни връзки с Богдан Хмелницки – переяславският полковник Яким Сомко и нежинският Васил Золотаренко. Неочакваната поява на Брюховецки като кандидат за хетман кара Сомко и Золотаренко да се съюзят, но вече е станало твърде късно.
Официално Брюховецки се противопоставя на укрепването на хетманската власт, увеличаването на зависимостта на обикновените казаци и селяни от старшините и задълбочаването на социалното неравенство. Така успява да получи поддръжката на бедните слоеве от населението. Съумява да осигури намесата на Москва и свикването на т. нар. Черна рада за избор на хетман. На нея участват не само старшините и казаците, но и представители на запорожкото посполство. Посполството представлява социална група от градското и селското население, занаятчии от средната класа и даже бедни търговци. Радата се състои край Нежин през юни 1663 г., в присъствието на изпратения от Москва княз Даниил Великогагин. Всички казашки полкове, а и голяма част от посполството преминават на страната на Брюховецки и той е избран единодушно за хетман на Левобрежна Украйна. До смъртта си носи официалната титла Негово кралско височество на Запорожката армия.

## Хетман на Левобрежна Украйна
След изборите, по заповед на Брюховецки, започва грабеж на имуществото на казашките офицери. Враждебно настроените старшини са арестувани и заточени в Сибир. Новият хетман обвинява политическите си опоненти Яким Сомко и Васил Золотаренко във връзки с полската шляхта и ги екзекутира. На тяхно място, а и на други представители на казашките старшини, незабавно са назначени лица, близки до Брюховецки. При тези смени тълпата избива много от влиятелните полковници и старшини. В опит да се слеят с тълпите и да се скрият старшините и високопоставените казаци обличат груби, прости дрехи вместо пурпурните си кафтани. Саморазправата продължава три дни, но не е приета от новия хетман като сериозен проблем.
Ставайки хетман, Брюховецки изоставя демагогията си и започва да укрепва позициите си чрез връзки с Москва. Насочва дейността си към засилване на хетманската власт, рационализиране на финансите, подчиняване на казашката градска администрация и се стреми да ограничи влиянието на Запорожката сеч. Отнася се враждебно към привилегиите, получени от градовете от полските крале и по-късно потвърдени от руския цар. Многократно пише в Москва за несправедливостта на такова привилегировано положение и се опитва да се възползва от правото да налага реквизиции и мита. Прави опити да разпростре влиянието си и над Деснобрежна Украйна.
За да утвърди окончателно властта си, през септември 1665 г. пристига в Москва със свита от 585 души. След като се представя на царя, отправя молба да се ожени в Москва за „руско момиче“. Той е първият от хетманите, който отива да се поклони в Москва, получава титлата болярин, жени се за московска болярка от рода Салтикови, племенница на Юрий Долгорукий, и празнува великолепна сватба.
Изправен пред съпротивата на опозицията и нейния водач епископ Методий, Брюховецки се стреми да постигне целите си с помощта на руското царско правителство. За да купи напълно благоразположението на Москва и да укрепи позицията си предлага, от името на Левобрежна Украйна, засилена руска намеса във вътрешните работи на страната. В резултат във всички големи градове много бързо са изпратени московски губернатори с разширена компетентност и с право да събират данъци. В сътрудничеството си Брюховецки стига дотам, че иска назначаването на митрополит от Москва, което руското правителство отказва, тъй като не желае да се разпорежда с Киевската митрополия без благословията на константинополския патриарх.

### Московски статии
През 1665 година Иван Брюховецки подписва Московските статии – унизителен договор между хетмана и руското правителство, който за първи път значително нарушава автономните права на казашките офицери. Хетманът получава наследствено владение, а много видни казаци – благороднически титли и имения. Брюховецки и приближените му получават грамоти за вечно владение на известно количество села, заедно „с всички селяни“. Москва разглежда това споразумение като стъпка за присъединяването на Левобережна Украйна към Русия. Договорът значително ограничава правата на Хетманството, Киевската митрополия става част от Московската патриаршия, а административният център се премества в Москва. За да изчисли размера на събираемите данъци, руското правителство извършва преброяване на населението на Левобрежна Украйна. Всички данъци, които преди са били под юрисдикцията на войската и се изразходват като заплати на казашката армия, вече се внасят в хазната на суверена. Винопроизводството, което е монопол на казаците, изцяло преминава в ръцете на централното руско правителство. Връщайки се в Левобрежна Украйна, хетманът-болярин започва да живее във великолепие. Достъпът до него става много по-труден, а за лична защита той има отряд казаци и 100 руски бойци.
Всички слоеве на обществото са възмутени от действията на хетмана – населението роптае, а самият Брюховецки недоволства, тъй като се опасява от твърде тежко данъчно бреме. Недоволна е и казашката администрация, която е лишена от възможността да събира неконтролируемо данъци за своя собствена облага.

### Андрусовски договор
През 1667 г. между Русия и Полша е подписан Андрусовският договор, който унищожава политическото единството на Малорусия и с това разделянето на Украйна на Деснобрежна и Левобрежна става официален политически факт. Без никакво участие на украинското население двете държави разделят чуждата територия помежду си. Протестите от двете страни на Днепър се увеличават и начело на недоволните застава Петро Дорошенко, който, убеден в невъзможността украинците да се обединят под полска или московска власт, решава да се обърне към Турция. Той е действащият хетман на Деснобрежна Украйна и е пламенен привърженик на единството на Украйна. Дорошенко изпраща няколко писма до левия бряг, които предизвикват вълнение в старшините, казаците и населението. Общува и с Брюховецки, като се старае да го убеди да изостави Москва и обещава да му помогне да стане хетман под егидата на Турция и Кримското ханство. Общественото недоволство придобива остра форма и голяма част от него се насочва срещу Брюховецки, който става обект на всеобща омраза.

## Кончина
В този критичен момент Брюховецки прибягва до доста рисковано средство – опитва се да стане глава на възникналото недоволство в Малорусия и да се обърне за подкрепа към Запорожката сеч и Дорошенко. Идеята му е, след като си върне загубеното благоволение на народа, да стане хетман и на двете страни на Днепър. На 1 януари 1668 г. в град Хадяч се провежда съвет на полковниците, на който Брюховецки заявява, че е подписал московските статии под принуда, че не трябва да се вярва на Москва, защото е сключено споразумение между нея и Полша за унищожаване на всички казаци и на цяла Украйна. Предлага като единственото средство за спасение да се обединят с Деснобрежна Украйна и да преминат на страната на турския султан. Полковниците се заклеват във вярност към хетмана, който изпраща посланици при турския султан и при Дорошенко.
На 8/18 февруари 1668 г. Брюховецки обявява скъсване с Москва, обединение с Деснобрежна Украйна и вдига въстание срещу Русия. Всички руски губернатори са изгонени, но дори и това не спасява хетмана. Населението все повече симпатизира на Дорошенко, а Брюховицки е държан под наблюдение от собствените си казаци в Хадяч. Виждайки, че делото на хетмана е загубено, много левобрежни старейшини предварително се отказват от него и изпращат покана до Дорошенко с предложение да приеме титлата хетман и на Левобрежна Украйна.
Дорошенко пристига с войската си на левия бряг и двамата хетмани се срещат. На 17 юни 1668 г., по време на среща на войските от Десния и Левия бряг край Диканка се провежда съвместна генерална рада. Левобрежните казаци веднага се обявяват за поддръжници на Дорошенко, хващат и завличат Брюховецки при десния хетман. Дорошенко заповядва да бъде окован към оръдие, а казаците от левия бряг го пребиват от бой. По заповед на Дорошенко обезобразеният му труп е откаран в Хадяч, където е погребан в катедралната църква с всички хетмански почести.
Хетманството на Брюховецки е част от една мрачна епоха от 1657 до 1687 г., която е известна в историята под образното наименование „Руини“ (разруха). В това хетманство като във фокус са съсредоточени типичните черти на онова време – безпомощността на масите, смазани от безпринципността, жестокостта и алчността на казашките старшини, борбата за власт и привилегии и постоянното прехвърляне от една към друга чужда политическа сила – руския цар, полския крал, турския султан, кримския хан, шведския крал и други.